# Capricorn One: Singles & Rarities
Capricorn One: Singles & Rarities is een verzamelalbum van de Amerikaanse punkband Good Riddance, dat op 6 juli 2010 (drie jaar na het uiteenvallen van de band) werd uitgegeven. De nummers die op het album staan zijn opgenomen en uitgegeven tussen 1993 en 2006, waar ook nummers van vroege ep's en splitalbums zitten. Ook bevat het album drie nummers van compilatiealbums van Fat Wreck Chords (waar ook dit album is uitgegeven) en zes niet eerder uitgegeven demo's.

## Nummers
1. "Stand" (van het album Physical Fatness, 1997) - 2:01
2. "Class War 2000" (van het album Ignite/Good Riddance, 1996) - 1:41
3. "Lame Duck Arsenal" (van het album Good Riddance/Ill Repute, 1996) - 2:15
4. "Off the Wagon" (van het album Good Riddance/Ill Repute, 1996) - 2:39
5. "Tragic Kingdom" (niet eerder uitgegeven demo, 1993) - 2:25
6. "All Mine" (niet eerder uitgegeven demo van My Republic, 2006) - 2:17
7. "21 Guns" (van het album Ignite/Good Riddance, 1996) - 2:05
8. "Always" (van het album Live Fat, Die Young, 2001) - 1:37
9. "More Time" (niet eerder uitgegeven demo, 1993) - 1:49
10. "Remember When" (van het album Good Riddance/Reliance, 1998) - 2:05
11. "Overcoming Learned Behavior" (van het album Short Music for Short People, 1999) - 0:27
12. "Flawed" (van het album Good Riddance/Reliance, 1998) - 1:34
13. "Little Man" (niet eerder uitgegeven demo, 1993) - 1:59
14. "Free" (van het album Decoy, 1995) - 1:57
15. "What We Have" (van het album Good Riddance/Ensign, 1997) - 2:29
16. "Me from Adam" (niet eerder uitgegeven demo, 1993) - 2:10
17. "Great Expermient" (niet eerder uitgegeven demo van My Republic, 2006) - 2:15
18. "Not So Bad" (van het album Gidget, 1993) - 2:35
19. "Patriarch" (van het album Gidget, 1993) - 3:40
20. "Just for Today" (van het album Gidget, 1993) - 1:49
21. "Last Believer" (van het album Gidget, 1993) - 3:07

## Muzikanten
- Russ Rankin - zang
- Luke Pabich - gitaar
- Chuck Platt - basgitaar (tracks 1-4, 6-8, 10-12, 14, 15, en 17)
- Sean Sellers - drums (tracks 1-4, 6, 7, 10-12, 15, en 17)
- Tom Kennedy - basgitaar (tracks 5, 9, 13, en 16)
- Rich McDermott - drums (tracks 5, 9, 13, 14, 16, en 18-21)
- Dave Raun - drums (track 8)
- Devin Quinn - basgitaar (tracks 18-21)